# Forteresse d'Arima
Pour les articles homonymes, voir Arima.
La forteresse d’Arima (en arabe : قلعة العريمة) est une forteresse franque au nord-ouest de la Syrie qui appartenait au Comté de Tripoli. Elle est située au sud-ouest du Djebel Ansariyah à vingt kilomètres au sud-est de Tortose.

## L’origine
La citadelle avait un rôle stratégique important, elle gardait la plaine de la Bocquée située entre le Mont Liban au sud et le Djebel Ansariyah au nord, massifs montagneux séparées par la « trouée de Homs ».
Sa date de construction est inconnue, mais vers le milieu du XIIe siècle, elle appartenait à Raymond II, comte de Tripoli. Son grand-oncle Alphonse Jourdain, comte de Toulouse, s'était joint à la deuxième croisade avec son fils naturel Bertrand. Raymond II craignant une querelle de famille pour la propriété du comté, fit vraisemblablement empoisonner Alphonse. Son fils Bertrand s'étant implanté à Arima, Raymond II fit appel à Nur al-Din qui assiégea le château en septembre 1148. La forteresse fut courageusement défendue mais elle tomba et Bertrand fut emprisonné durant douze années.
Elle fut par la suite reprise et reconstruite par les Croisés, puis attaquée de nouveau et endommagée par Nur al-Din en 1167 et 1171, de même que par un tremblement de terre en 1170. Sa propriété passa à l’Ordre du Temple au tournant du siècle, qui la reconstruisit à cause de sa position stratégique.

## Organisation
La citadelle mesurait environ trois cents mètres de long et était constituée de deux cours entourées par une redoute. Les cours et la redoute était séparées par deux fossés.
L’entrée se faisait du côté ouest et était surplombée par une grande tour d’où partait la redoute (celle-ci était composée de plusieurs tours de forme carrée sur toute sa longueur).
Deux phases de construction sont reconnaissables. La plus ancienne, en pierre basaltique, date du début du XIIe siècle, tandis que la plus récente en pierre calcaire date de la fin du même siècle ou début du XIIIe siècle. Ces dernières modifications pourraient correspondre aux modifications effectuées par les Templiers après la prise en main du château par l'Ordre.

## État

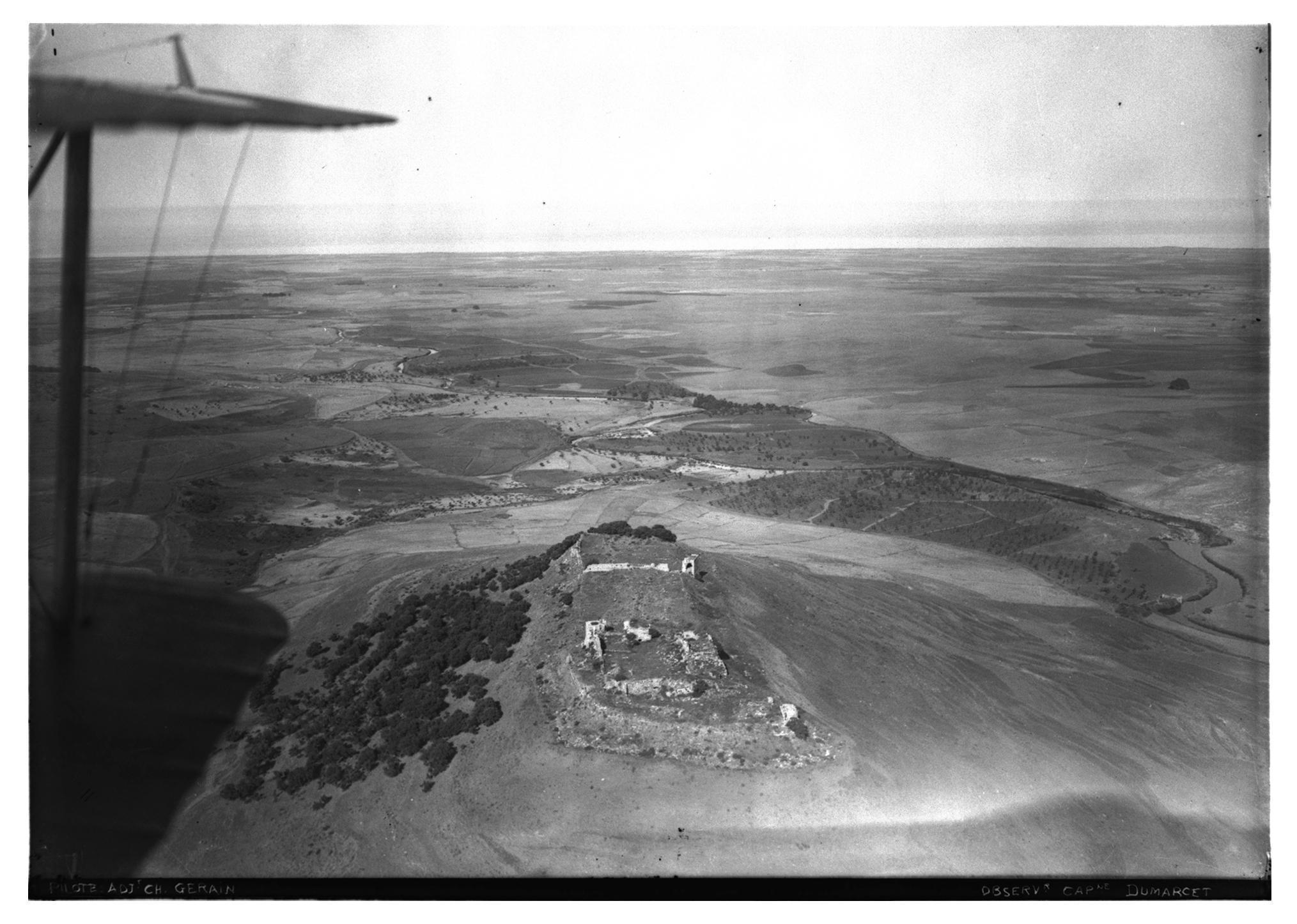
Survol des ruines de la forteresse en 1929.

De nos jours, il ne reste plus que quelques ruines mais encore bien conservées.

## Ludographie
Wargame série "Cry Havoc" (le château est présent)